# IC 1306
IC 1306 bezeichnet im Index-Katalog mehrere scheinbar dicht beieinander liegende Sterne im Sternbild Cygnus. Der Katalogeintrag geht auf eine Beobachtung des Astronomen Thomas Espin am 16. September 1893 zurück.